# Cirque de Carthage
Le cirque de Carthage est un cirque romain construit dans la cité de Carthage. Mal connu du fait de la destruction de ses structures, il n'est plus guère visible que par une dépression perceptible au niveau du sol. Il a fait l'objet de fouilles lors de la campagne commanditée par l'Unesco.

## Histoire
Cyprien de Carthage, évêque de la ville au IIIe siècle au temps de la persécutions des chrétiens, témoigne de la popularité du cirque et le cite comme l'une des ruses employées par Satan pour séduire le peuple (Des bonnes œuvres et de l'aumône, 22). Pendant la persécution de Dèce, il doit quitter la ville alors que la foule païenne, rassemblée dans le cirque, crie « Cyprien aux lions ! ».
Le 19 octobre 439, les Vandales prennent Carthage par surprise, pendant que les habitants de la ville sont au cirque.
Selon le poète Luxorius, le cirque est encore utilisé au début du VIe siècle, à l'époque vandale,.
Le géographe andalou Al-Bakri, qui visite le site de Carthage au XIe siècle, mentionne les ruines du cirque et cite une légende locale selon laquelle du sel était apparu sur les pierres de l'édifice peu avant la conquête musulmane au VIIe siècle, signe prémonitoire de la destruction de la ville.

## Architecture
La construction, en périphérie de la ville romaine, est désormais traversée par une route. La longue arène était séparée par une spina. Sur l'un des côtés se situaient les carceres.